# Diario de un escándalo
Diario de un escándalo (título original en inglés: Notes on a Scandal o What Was She Thinking? Notes on a Scandal) es una novela de la autora británica Zoë Heller de 2003. Narra la historia de una profesora de un colegio público londinense que sostiene un romance con un estudiante menor de edad. Fue candidata al Premio Booker el mismo año.
La novela fue adaptada al cine en 2006 bajo el título Notes on a Scandal, dirigida por Richard Eyre y protagonizada por Judi Dench y Cate Blanchett. La cinta recibió excelentes comentarios por parte de la crítica especialzada y fue candidata a cuatro premios Óscar.

## Resumen del argumento

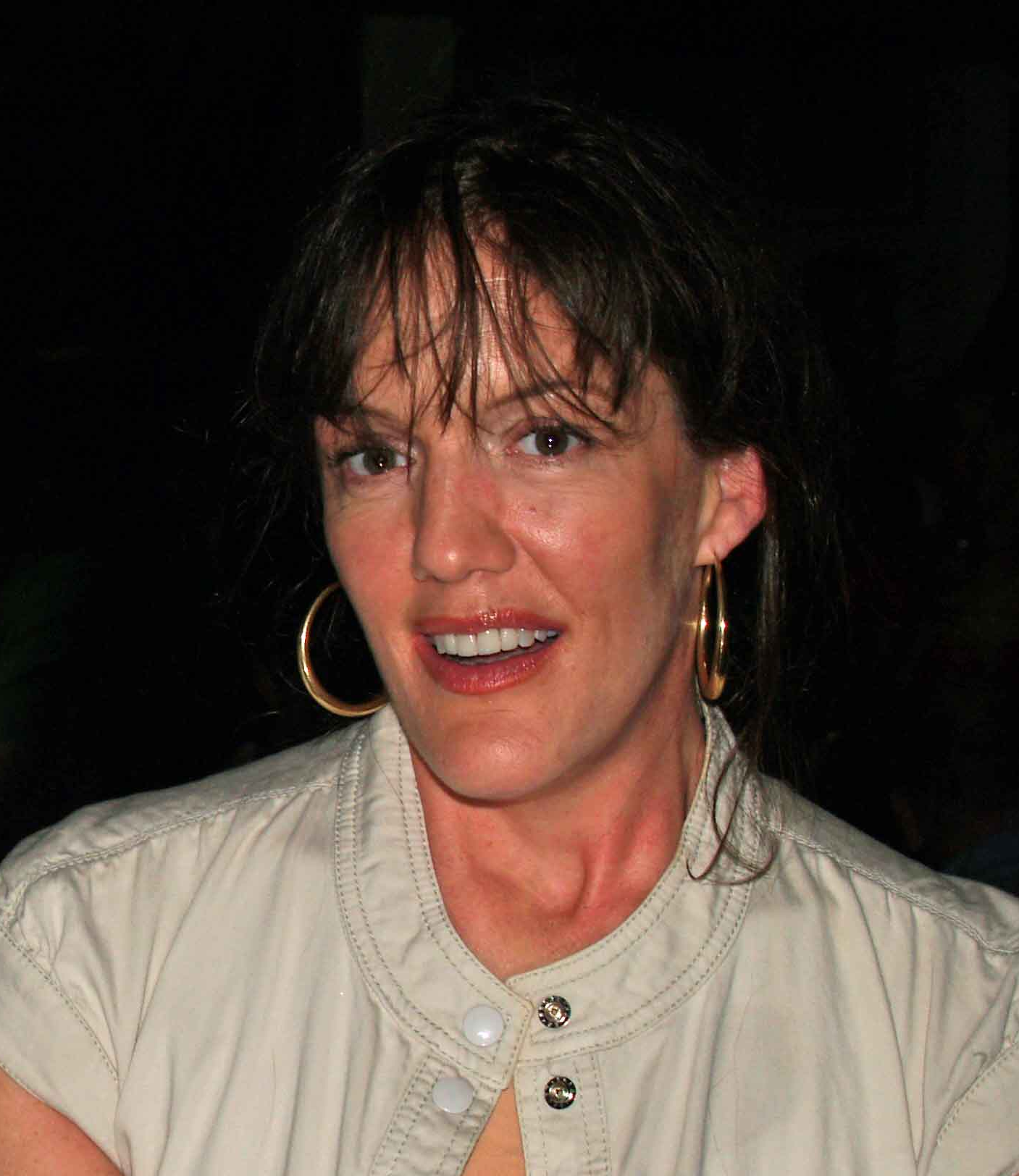
La autora Zoë Heller en 2007.

La novela es narrada en primera persona por Barbara Covett, una profesora de historia en una escuela comprensiva de Londres. Barbara es soltera y solitaria, tiene cerca de 60 años y desea encontrar una persona que sea su amiga íntima. Ella revela que ha sido incapaz de tener una amistad duradera ya que la consideran posesiva y dominante. Cuando Bathsheba "Sheba" Hart se une al profesorado de la escuela como profesora de alfarería, Barbara cree que pueden ser amigas cercanas. Poco a poco, va descubriendo detalles de Sheba: tiene 41 años, está casada y tiene dos hijos: Ben de 11 años y con síndrome de Down y Polly de 17 años. Su padre era un importante economista y su familia es de clase alta. Después de un inicio brusco, la relación entre ambas mejora y Sheba invita a Barbara a un almuerzo en su casa. Barbara le da gran importancia al evento.
Sin que Barbara lo sepa, Sheba inicia un amorío con el estudiante de 15 años, Steven Connolly, quien al igual que la mayoría de sus compañeros es de clase baja y tiene problemas de aprendizaje. La pareja tiene relaciones sexuales desde el inicio de su amorío, tanto en la escuela como en lugares públicos. Sheba le confiesa a Barbara que Connolly la besó en una ocasión, pero no le revela más detalles del romance. Barbara le cree y la aconseja como manejar la situación. Sheba también le confiesa que a pesar de las apariencias, se siente poco satisfecha intelectual y artísticamente. Su hija es rebelde y su esposo es mucho mayor que ella.
Barbara descubre el amorío entre Sheba y Connolly durante la Noche de Guy Fawkes cuando los ve hablando en Primrose Hill y Sheba le confiesa todo sobre el amorío a su amiga. Barbara se siente traicionada y le disgusta el hecho de que el amorío distraiga a Sheba de su amistad con ella. La relación entre Sheba y Connolly se va deteriorando. A pesar de que la atracción de Sheba por Connolly sigue creciendo, el estudiante empieza a perder el interés por Sheba. Sin embargo, ella rehúsa terminar el amorío.
Varias semanas después de la confesión de Sheba, Brian Bangs, un profesor de matemáticas, invita a Barbara a almorzar juntos un fin de semana. Barbara acepta debido a su soledad, a pesar de que cree que Bangs es un cretino. Durante el almuerzo Bangs le dice que está enamorado de Sheba y Barbara se da cuenta de que la está usando para acercarse a Sheba. Sin embargo, debido al trato que le ha dado Sheba últimamente, Barbara sugiere que tal vez su amiga está teniendo un romance con uno de los alumnos. Barbara se arrepiente de haber hecho esto, pero no le dice nada a Sheba y espera que Bangs no le diga a nadie.
Sin embargo, a principios de enero de 1998, el director de la escuela es informado sobre el amorío. Sheba es suspendida y es acusada de asalto indecente. Su esposo le pide que abandone el hogar familiar y sólo le permite ver a sus hijos una vez a la semana y con alguien presente, aunque Polly rehúsa ver a su madre. Barbara aprovecha la situación para demostrar que es una buena amiga y se jubila tempranamente para poder apoyar a Sheba. Ambas se mudan temporalmente a la casa del hermano de Sheba (quien trabaja en India). Sheba descubre el manuscrito de Barbara en el que ha escrito los detalles de su relación con Connolly. Esto la enfurece, no tanto porque haya escrito sobre algo que no presenció personalmente, sino porque Barbara hace juicios de las personas cercanas a ella. La novela termina con Sheba desmoralizada y resignada a que Barbara esté en su vida.